# Yassin Mikari
Yassin Mikari (Zurique, 9 de janeiro de 1983) é um futebolista profissional tunisiano que atua como defensor.

## Carreira
Yassin Mikari representou o elenco da Seleção Tunisiana de Futebol no Campeonato Africano das Nações de 2010.